# 伊藤弘太郎
伊藤 弘太郎（いとう こうたろう、1977年 - ）は、日本の国際政治学者。
専門は韓国の外交安全保障、東アジア国際関係。法政大学人間環境学部特任・任期付講師にしてキヤノングローバル戦略研究所主任研究員。

## 来歴
中央大学大学院法学研究科政治学専攻博士後期課程単位取得満期退学、のち同研究科より博士（政治学）を取得。
大学院修了後、衆議院議員事務所に勤務し、そののち内閣官房国家安全保障局などで要職を経て、現在は法政大学人間環境学部特任・任期付講師。 

## 著作
- 『防衛外交とは何か―平時における軍事力の役割』（勁草書房，2021年，共著），
- The Korean Peninsula and Indo-Pacific Power Politics: Status Security at Stake（Routledge, 2020，共著），
- 『「技術」が変える戦争と平和』（芙蓉書房出版，2018年，共著）など。